# Marble-Swift Automobile Company
Marble-Swift Automobile Company war ein US-amerikanischer Hersteller von Automobilen.

## Unternehmensgeschichte
George W. Marble und George P. Swift gründeten 1903 das Unternehmen. Der Sitz war in Chicago in Illinois. Sie begannen mit der Produktion von Automobilen und Kraftübertragungen. Der Markenname lautete Marble-Swift. 1905 endete die Produktion.
Die Windsor Automobile Company wurde Nachfolger.

## Fahrzeuge
Von 1903 bis 1904 gab es ein kleines Modell mit einem Zweizylindermotor. Er leistete 16 PS. Das Fahrgestell hatte 211 cm Radstand. Einzige Aufbau war ein Runabout für zwei Personen. Der Neupreis betrug 1050 US-Dollar.
1905 erschien ein größeres Modell. Sein Vierzylindermotor war mit 18/22 PS angegeben. Der Radstand betrug 229 cm. Der offene Tourenwagen bot Platz für fünf Personen.

## Modellübersicht
| Jahr      | Modell | Zylinder | Leistung (PS) | Radstand (cm) | Aufbau               |
| --------- | ------ | -------- | ------------- | ------------- | -------------------- |
| 1903–1904 | Two    | 2        | 16            | 211           | Runabout 2-sitzig    |
| 1905      | Four   | 4        | 18/22         | 229           | Tourenwagen 5-sitzig |